# Баасистский Ирак
Бааси́стский Ира́к ((араб. العراق البعثي‎); официальное название в 1968–1991 годах Ира́кская Респу́блика (араб. الجمهورية العراقية‎), в 1991–2003 годах Респу́блика Ира́к (араб. جمهورية العراق‎)) — иракское государство; однопартийная социалистическая республика под управлением арабской социалистической партии Баас. Этот период начался с высокого экономического роста и стремительного процветания, но закончился тем, что Ирак столкнулся с социальной, политической и экономической стагнацией. Среднегодовой доход снизился как из-за внешних факторов, так и из-за внутренней политики правительства.
Президент Ирака Ареф Абд ар-Рахман и премьер-министр Ирака Тахир Яхья были свергнуты в результате государственного переворота 17 июля возглавленного Ахмедом Хасаном аль-Бакром из партии БААС, которая ранее находилась у власти в 1963 году и возглавлялась главным образом аль-Бакром, который был её лидером, и Саддамом Хусейном. Саддам, благодаря своему посту начальника разведывательных служб партии, стал фактическим лидером страны к середине 1970-х годов. Во время правления аль-Бакра экономика страны официально росла, а авторитет Ирака в арабском мире возрос. Однако стабильности страны угрожал ряд внутренних факторов, среди которых был конфликт правительства с различными группировками иракской мусульманской общины шиитов, а также с иракской курдской общиной на севере. Кроме того, конфликт Ирака с соседним шахским Ираном из-за двусторонних пограничных споров по поводу водного пути Шатт-эль-Араб послужил серьёзной внешней угрозой стабильности страны из-за поддержки Ираном курдских повстанцев на севере Ирака.
После отставки аль-Бакра в 1979 году Саддам официально сменил его на посту пятого Президента Ирака, председателя Совета революционного командования, а также премьер-министра и генерального секретаря Регионального командования партии БААС. Захват власти Саддамом произошёл во время волны антиправительственных протестов в Ираке, которые возглавляли шииты. Партия БААС, которая официально носила светский характер, жёстко подавила протесты. Ещё одно изменение за это время произошло во внешней политике Ирака по отношению к Ирану, стране с шиитским большинством, которая недавно пережила революцию, в результате которой был свергнут шах Мохаммед Реза Пехлеви и создано теократическое исламское государство во главе с шиитским духовенством, верховным лидером которого был Рухолла Хомейни. Быстрое ухудшение отношений в конечном итоге привело к ирано–иракской войне к 1980 году, которая началась после иракского вторжения в Иран в сентябре 1980 года. После революции в Иране 1979 года иракское руководство считало, что внутренний послереволюционный хаос в соседней стране сделал иранцев слабыми в военном отношении и, таким образом, относительно лёгкой мишенью для иракских военных, которые до этого момента боролись с иранскими силами при шахе. Это представление оказалось неверным, и война продолжалась 8 лет; за этот период экономика Ирака ухудшилась, и страна стала зависимой от иностранных займов для финансирования своих военных расходов. Конфликт зашёл в тупик, когда в 1988 году обе стороны приняли санкционированное Советом Безопасности Организации Объединенных Наций прекращение огня, что привело к установлению Status quo ante bellum.
Когда война закончилась, Ирак находился в разгаре экономического кризиса, задолжал миллиарды долларов иностранным странам и был не в состоянии расплатиться со своими кредиторами. В течение этого времени Кувейт намеренно увеличивал добычу нефти, значительно снижая международные цены на нефть ещё больше ослабляя иракскую экономику, одновременно оказывая давление на иракское руководство, чтобы оно вернуло свои кредиты. В ходе двусторонних переговоров Ирак начал оказывать давление на кувейтское руководство с целью сокращения добычи нефти, а также обвинил Кувейт в трансграничном наклонном бурении с целью кражи иракской нефти. Иракское руководство пригрозило военными действиями, если Кувейт не заплатит компенсации за нарушение его суверенитета. Переговоры в конце концов провалились и привели к вторжению Ирака в Кувейт 2 августа 1990 года. Последовавшая в результате международная реакция привела к войне в Персидском заливе, которую Ирак проиграл. Организация Объединённых Наций инициировала экономические санкции против Ирака после войны, чтобы ослабить баасистский режим. Экономические условия в стране ухудшились в 1990-х годах, но к началу 2000-х годов иракская экономика снова начала расти, поскольку несколько стран начали игнорировать санкции ООН. После терактов 11 сентября США объявили «войну против терроризма» и назвали Ирак частью «Оси зла». В 2003 году в результате американского вторжения в страну, менее чем через месяц иракский режим баасистов был свергнут.

## История

#### Установление диктатуры Баас
В отличие от предыдущих государственных переворотов в истории Ирака, переворот 1968 года, известный как революция 17 июля, был, по словам журналиста Кона Кафлина, «относительно гражданским делом». Переворот начался рано утром 17 июля, когда ряд военных подразделений и гражданских активистов партии БААС захватили несколько ключевых правительственных и военных зданий в Багдаде; в их число входили Министерство обороны, городская электростанция, радиостанции, все мосты города и «ряд военных баз». Все телефонные линии были перерезаны в 03:00, к тому времени нескольким танкам было приказано остановиться перед Президентским дворцом. Абд ар-Рахман Ариф, тогдашний Президент Ирака, впервые узнал о перевороте, когда ликующие члены Республиканской гвардии начали стрелять в воздух в знак «преждевременного триумфа». Ахмед Хасан аль-Бакр, руководитель операции, рассказал Арифу о своей ситуации через военную аппаратуру связи на базе операций. Ариф попросил дополнительное время, в течение которого он связался с другими воинскими частями за поддержкой. Как он вскоре узнал, что он был в заведомо проигрышном положении, он сдался. Ариф позвонил аль-Бакру и сказал ему, что готов уйти в отставку; в знак благодарности аль-Бакр гарантировал ему безопасность. Заместителям аль-Бакра, Хардану ат-Тикрити и Салаху Омару аль-Али, было приказано лично передать Арифу это сообщение. Ариф, его жена и сын были быстро отправлены первым доступным рейсом в Лондон, Великобритания. Позже тем же утром Баасистская радиопередача объявила о создании нового правительства. Переворот был совершён с такой лёгкостью, что жертв не оказалось.
Переворот удался благодаря вкладу военных; арабская социалистическая партия Баас была недостаточно сильна, чтобы взять власть в свои руки. Партии Баас удалось договориться с заместителем начальника военной разведки Абд ар-Раззаком ан-Наифом и главой Республиканской гвардии Ибрагимом Даудом. И Наиф, и Дауд знали, что долгосрочное выживание правительства Арифа и Тахира Яхьи выглядит мрачно, но также знали, что баасисты нуждаются в них, если переворот должен был быть успешным. За своё участие в заговоре Наиф потребовал предоставить ему пост премьер-министра после переворота в качестве награды и символа его силы. Дауда также «наградили» постом; он стал министром обороны. Однако не всё шло по плану Наифа и Дауда; аль-Бакр сказал руководству Баас на секретной встрече, что эти двое будут ликвидированы либо «во время, либо после революции».
Аль-Бакр, как руководитель операции по перевороту, сохранил за собой должность регионального секретаря партии Баас и был избран на посты председателя Совета революционного командования, Президента и премьер-министра. Сразу после переворота между аль-Бакром и Наифом развернулась борьба за власть. С практической точки зрения Наиф должен был взять верх; он был уважаемым офицером, и его поддерживал простой солдат. Однако аль-Бакр оказался более хитрым, убедительным и организованным, чем Наиф, Дауд и их сторонники. Одним из первых решений аль-Бакра при исполнении служебных обязанностей было назначение более 100 новых офицеров в Республиканскую гвардию. Тем временем Саддам Хусейн работал над созданием партийной организации безопасности и разведки для борьбы с её врагами. 29 июля Дауд отправился в поездку в Иорданию, чтобы проинспектировать иракские войска, дислоцированные там после Шестидневной войны с Израилем. На следующий день Наиф был приглашён на обед в Президентский дворец с аль-Бакром, во время которого Саддам Хусейн ворвался в комнату с тремя сообщниками и угрожал Наифу смертью. Наиф в ответ закричал, что: «у меня четверо детей». Саддам приказал Наифу немедленно покинуть Ирак, если он хочет жить. Наиф подчинился и был сослан в Марокко. Попытка его убийства в 1973 году не увенчалась успехом, но он был убит в Лондоне по приказу Саддама в 1978 году. Дауда постигла та же участь, он был сослан в Саудовскую Аравию. Победа баасистов не была гарантирована, если бы кто-либо из сторонников Наифа узнал о заговоре, Багдад мог бы стать центром, по словам историка Кона Кафлина, «уродливой кровавой баней».

#### Правление Аль-Бакра и приход к власти Саддама Хусейна (1968—1979 годы)

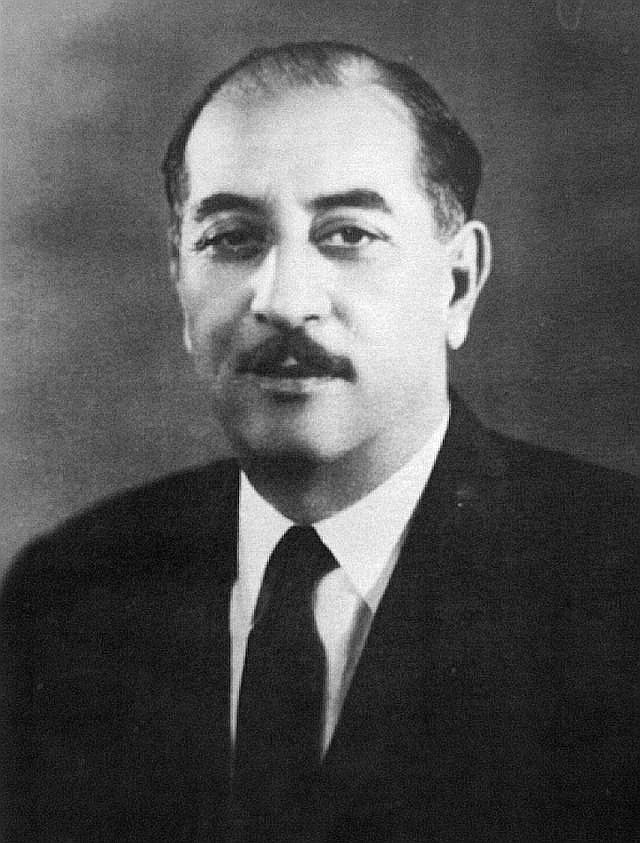
Ахмад Хассан аль-Бакр, лидер Ирака с 1968 по 1979 год.

Аль-Бакр укрепил свои позиции в партии с помощью вновь созданного аппарата безопасности Саддама и спецслужб. Большая часть 1968 года была использована для подавления идеологических соперников; например, под командованием Саддама была начата кампания против насеристов и коммунистов. Правительство инсценировало несколько шпионских заговоров; «пойманных» шпионов обвинили в участии в сионистском заговоре против государства. Иракская коммунистическая партия (ИКП) скептически относилась к новому баасистскому правительству, поскольку многие её члены помнили антикоммунистическую кампанию, начатую против них баасистским правительством в 1963 году. Придя к власти, аль-Бакр предложил ИКП должности в новом правительстве; ИКП отклонила это предложение. В ответ аль-Бакр начал систематическую кампанию против ИКП и сочувствующих коммунистам. Однако, как отмечает историк Чарльз Трипп в «Истории Ирака», кампания положила начало «любопытной игре», в которой правительство попеременно преследовало партию и благоволило ей до 1972—1973 годов, когда ИКП была принята в Национальный прогрессивный фронт (НПФ). Причиной этой «любопытной игры» было убеждение партии Баас в том, что ИКП более опасна, чем она была на самом деле. Когда Азиз аль-Хаджи отделился от ИКП, создал Коммунистическую партию Ирака (Центральное командование) и начал «народно-революционную войну» против правительства, она была должным образом подавлена. К апрелю 1969 года «народно-революционное» восстание было подавлено, и аль-Хаджи публично отказался от своих убеждений. Другой причиной этой антикоммунистической политики было то, что многие члены партии Баас открыто симпатизировали коммунистам или другим социалистическим силам. Однако на этом этапе ни аль-Бакр, ни Саддам не имели достаточной поддержки внутри партии, чтобы инициировать непопулярную внутри неё политику; на седьмом региональном съезде партии Баас и аль-Бакр, и другие ведущие баасисты выразили свою поддержку «радикальному социализму».
В течение 1970-х годов офицеры армии безуспешно пытались свергнуть баасистский режим по меньшей мере в двух случаях. В январе 1970 года попытка государственного переворота, возглавляемая двумя отставными офицерами, генерал-майором Абд аль Гани ар Рави и полковником Салихом Махди ас Самарраи, была сорвана, когда заговорщики вошли в Республиканский дворец. В июне 1973 года был также сорван заговор Назима Каззара, шиита и директора службы внутренней безопасности, с целью убийства аль Бакра и Саддама Хусейна. За обеими попытками государственного переворота последовали судебные процессы, казни и чистки в армии.
К середине-концу 1970-х годов власть Саддама Хусейна в партии Баас и в правительстве возросла; он стал фактическим лидером страны, хотя аль-Бакр остался Президентом, лидером партии Баас и председателем «Совета революционного командования». В 1977 году, после волны протестов шиитов против правительства, аль-Бакр отказался от своего контроля над Министерством обороны; Аднан Хейраллах, зять Саддама Хусейна, был назначен министром обороны. Это назначение подчеркнуло клановый характер партии Баас и правительства. Аль-Бакр начал терять своё влияние и авторитет, в то время как Саддам Хусейн его только приобретал. По стране начали ходить слухи о плохом здоровье аль-Бакра. К концу 1977 года аль-Бакр практически не контролировал страну будучи Президентом. Причина, по которой Саддам не стал Президентом до 1979 года, может быть объяснена собственной неуверенностью Саддама Хусейна. Прежде чем стать де-юре главой государства, Саддам инициировал антикоммунистическую кампанию; ИКП не имела реальной власти, и большинство её ведущих членов покинули страну, другие были заключены в тюрьмы или казнены. Кампания была сосредоточена не на ИКП, но и на баасистах, которые не поддерживали Саддама Хусейна. Саддам инициировал аналогичную кампанию в 1978 году, на этот раз, чтобы проверить, кому лояльны некоторые левые: баасизму или социализму. После кампании Саддам впервые вышел на арену арабского мира под знаменем насеризма, критикуя Кэмп-Дэвидские соглашения между Анваром Садатом, Президентом Египта, и Израилем.
В ответ на иранскую революцию несколько иракских шиитов восстали против того, что они считали правительством, возглавляемого суннитами, что привело к краху партии Баас в некоторых районах страны. Именно в этой ситуации Саддам Хусейн занял посты Президента, лидера партии Баас и председателя «Совета революционного командования». Иззат Ибрагим ад-Дури был назначен на должность вице-председателя (аналог должности вице-президента). В высших эшелонах власти также ходили слухи, что аль-Бакр (при содействии иракских баасистов, выступавших против Саддама) планировал назначить Хафеза Асада своим преемником. Сразу после того, как Саддам захватил власть, более 60 членов партии Баас и руководство правительства были обвинены в разжигании антииракского баасистского заговора в сотрудничестве с Асадом руководившего Сирией.

#### Правление Саддама Хусейна (1979—2003)

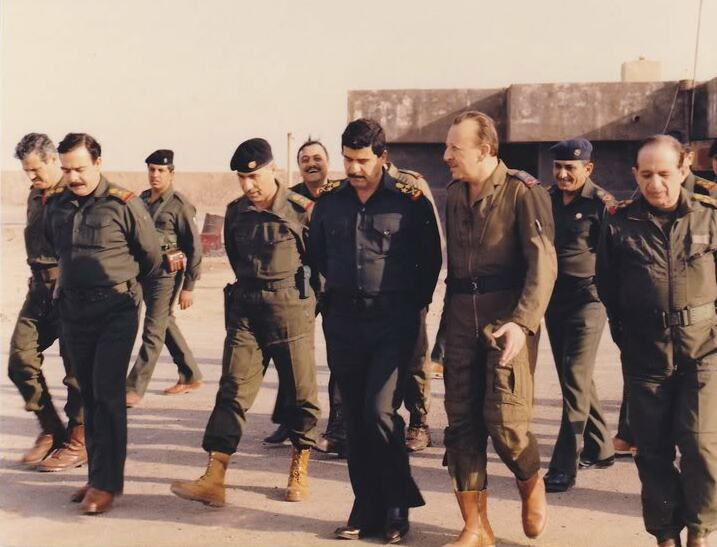
Аднан Хейраллах, министр обороны Ирака на встрече с иракскими солдатами во время Ирано-иракской войны.

Как только Саддам Хусейн стал Президентом Ирака, вокруг него стал создаваться культ личности. Его представляли как отца нации и, соответственно, иракского народа. Национальные учреждения (такие как Национальное собрание) были созданы для укрепления его имиджа, созданного иракской пропагандистской машиной. Партия Баас также способствовала культу личности, к 1979 году это была общенациональная организация, ставшая центром пропаганды просаддамовской литературы. Пропагандистская кампания (по крайней мере, в начале) создала у многих иракцев здравое чувство национальной принадлежности. Протесты шиитов не были подавлены этими пропагандистскими кампаниями, а создание исламской республики в Иране побудило многих шиитов выступить против правительства, в котором доминировали сунниты. Поначалу отношения между Ираном и Ираком были довольно хорошими, но идеологические разногласия не могли вечно оставаться скрытыми. Новое иранское руководство состояло из шиитских исламистов, а иракские баасисты были светскими. Иран был обеспокоен продолжающимися репрессиями иракского правительства против иракских шиитов. В начале 1980-х годов между двумя странами произошло несколько пограничных инцидентов. Ирак считал недавно созданный Иран «слабым», там продолжались гражданские беспорядки, и иранские лидеры провели чистку избавившийсь от более тысячи офицеров и солдат из-за их политических взглядов.
Предполагалось, что ирано-иракская война приведёт к быстрой победе Ирака. План Саддама состоял в том, чтобы укрепить позиции Ирака в Персидском заливе и на арене арабского мира. Быстрая победа восстановила бы контроль Ирака над всем Шатт-эль-Арабом, территорией, которую Ирак уступил Ирану в 1975 году. Саддам Хусейн аннулировал договор 1975 года на заседании Национального собрания 17 сентября 1980 года. Вскоре после этого последовало несколько превентивных ударов по Ирану и началось вторжение в Иран. Саддам Хусейн считал, что иранскому правительству придётся «отступить, чтобы выжить». Эта точка зрения была не только ошибочной, но и переоценивала мощь иракских вооружённых сил, иранское правительство рассматривало вторжение как испытание самой революции и всех её достижений. Военный план оказался неуловимым, Ирак считал, что иранское правительство быстро распадётся во время иракского вторжения, этого не произошло. Саддам «в редкий момент откровенности [...] признал это». Хотя война шла не так, как планировалось, Ирак подтвердил свой взгляд на ситуацию и заявил, что победа в войне была делом «национальной чести». Большинство руководства баасистов (и сам Саддам) по-прежнему считали, что Иран падёт под тяжестью иракской мощи.
В 1982 году Иран предпринял контрнаступление и успешно оттеснил иракцев обратно за государственную границу. Только в том году в плен попало около 40 000 иракцев. Поражения 1982 года стали ударом для Ирака. С ухудшением экономической ситуации из-за падения цен на нефть (и роста военного бюджета) уровень жизни иракцев ухудшился. «Совет революционного командования» и военное командование Баас, региональное командование и национальное командование встретились на внеочередной сессии в 1982 году (в отсутствие Саддама), чтобы обсудить возможность предложения иранскому правительству прекращение огня. Предложение о прекращении огня, сделанное на встрече, было отклонено правительством Ирана. Если бы это предложение было принято, Саддам политически не выжил бы, поскольку его поддержали все члены регионального командования, национального командования и «Совета революционного командования». Именно в это время начали распространяться слухи о том, что Саддам Хусейн уйдёт с поста Президента, чтобы уступить место бывшему Президенту аль-Бакру. Как показали события, этого не произошло, и аль-Бакр умер в 1982 году при загадочных обстоятельствах. Кровопролитие во время конфликта едва не привело к мятежу под предводительством Махера Абд аль-Рашида, тестя второго сына Саддама. Рашид начал публичную критику и заявил, что человеческих жертв можно было бы избежать, если бы не вмешательство Саддама в военные дела. Эта конфронтация с вооружёнными силами привела к большей независимости военного планирования от вмешательства баасистского руководства. Вскоре после этого иракские ВВС снова установили превосходство в воздухе. Поворот военных событий заставил иракское правительство сосредоточиться на восставшем Иракском Курдистане. Саддам назначил своего двоюродного брата Али Хасана аль-Маджида командующим военных сил в Курдистане. Аль-Маджид инициировал кампанию Анфаль, когда против мирных жителей было применено химическое оружие. В апреле 1988 году, после ряда иракских военных побед, между Ираком и Ираном было достигнуто соглашение о мире.

### Война в Персидском заливе 1990—1991 годы и падение режима Саддама Хусейна в 2003 году

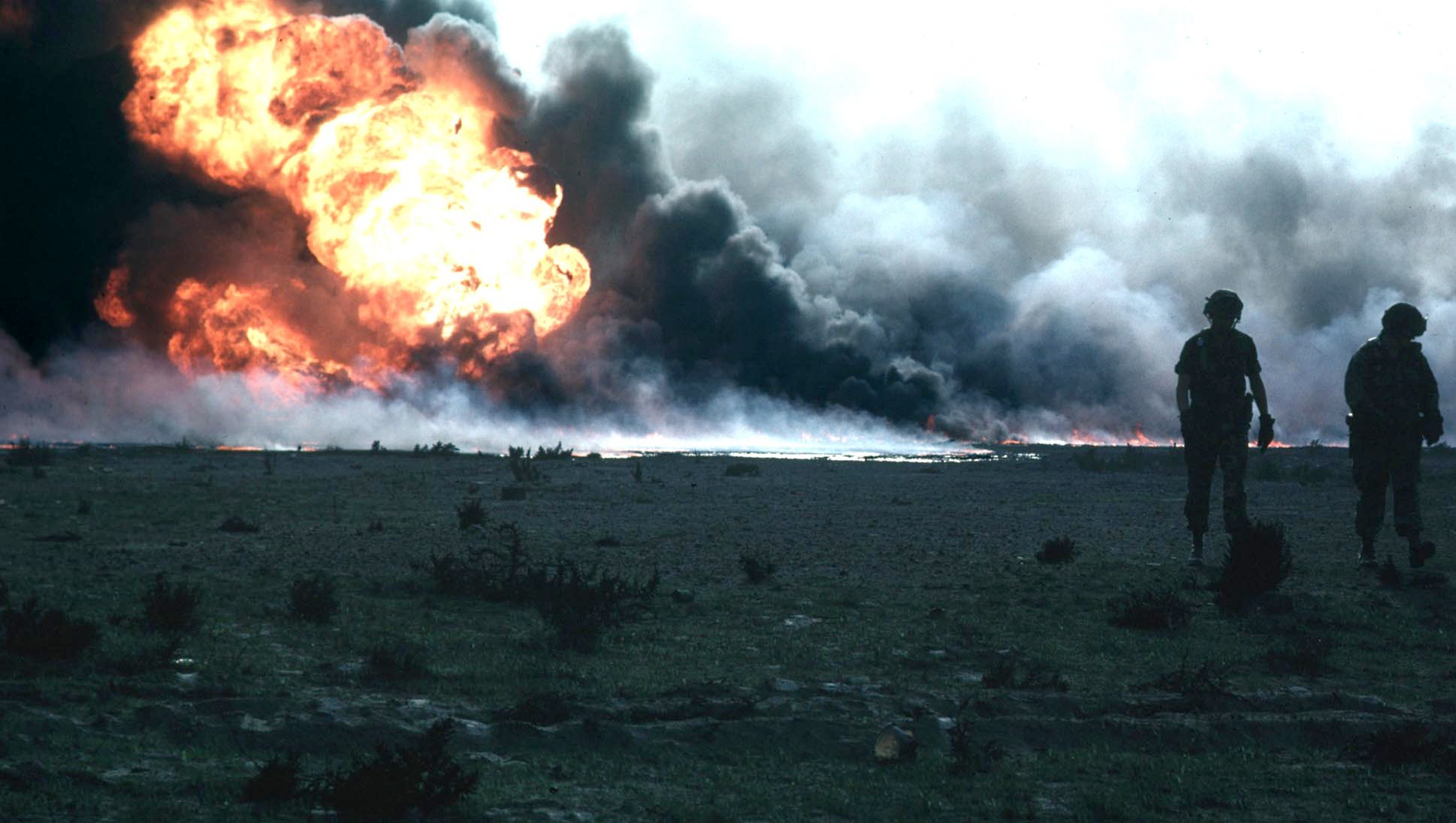
Отступающие иракские войска саботировали кувейтские нефтяные скважины, вызвав массовые пожары на нефтяных месторождениях Кувейта.

После ирано-иракской войны Кувейт намеренно увеличил добычу нефти в стране, это привело к снижению мировых цен на нефть. В ответ Саддам пригрозил вторгнуться в Кувейт, если он продолжит увеличивать добычу нефти (что, тем не менее, Кувейт сделал). Саудовская Аравия, напуганная военной мощью Саддама, убедила Кувейт снизить добычу нефти. Однако, когда Кувейт снизил добычу нефти, то Венесуэла увеличила её. Затем Саддам приказал вторгнуться в Кувейт, чтобы решить экономические проблемы страны, с заявленной целью объединения с Ираком; многие иракцы считали Кувейт частью Ирака. 18 июля 1990 года Саддам потребовал, чтобы Кувейт вернул Ираку украденную им (по словам Саддама) нефть, и аннулировал долг Ирака Кувейту. Кувейтское правительство не отреагировало, и 2 августа 1990 года иракские военные начали вторжение в Кувейт. Вторжение вызвало международный резонанс; ООН, США и Великобритания осудили вторжение и ввели санкции против Ирака, а СССР и несколько арабских государств также осудили вторжение. Джордж Буш-старший, Президент США, потребовал немедленного вывода иракских войск из Кувейта и восстановления кувейтской государственности; в ответ Саддам Хусейн сделал Кувейт иракской провинцией. Война в Персидском заливе была инициирована коалицией во главе с США, которой удалось выиграть войну менее чем за год.
Вечером 24 февраля, за несколько дней до того, как в Сафване было подписано соглашение о прекращении огня, базирующаяся в Саудовской Аравии радиостанция «Голос свободного Ирака» (финансируемая и управляемая американским ЦРУ) призвала иракцев восстать и свергнуть Саддама Хусейна. По радио выступал Салах Омар аль-Али, бывший член партии Баас и правящего «Совета революционного командования». Аль-Али призвал иракцев свергнуть «преступного тирана Ирака». Радиопередача аль-Али призвала иракцев «устроить революцию» и заявила, что «Саддам покинет поле боя, когда убедится, что катастрофа охватила каждую улицу, каждый дом и каждую семью в Ираке». Полагая, что США на их стороне, в марте 1991 года началось общенациональное восстание против правления Саддама Хусейна, которое было подавлено оставшимися преданными военными силами. Коалиция успешно установила бесполетную зону, чтобы остановить продвижение сил Саддама. Вместо оккупации Иракского Курдистана была создана Курдская автономная республика с тысячами иракских военнослужащих, размещённых на иракско-курдской границе. Подавление восстания заставило тысячи людей покинуть свои дома и бежать в основном в Турцию или Иран. 2 и 3 апреля 1991 года Турция и Иран соответственно подняли этот вопрос в Совете Безопасности ООН. Совет Безопасности принял резолюцию 688, в которой говорилось, что Ирак должен разрешить доступ международным гуманитарным организациям и открыто сообщать о правительственных репрессиях.
Ирак пережил ещё одно восстание в начале 1999 года после убийства Мохаммада Мохаммада Садека ас-Садра иракскими силами безопасности.
После терактов 11 сентября Президент США Джордж Уокер Буш включил Ирак в «ось зла». В 2002 году Совет Безопасности ООН принял резолюцию 1441, в которой говорилось, что Ирак не выполнил своих обязательств, требуемых ООН. Соединённые Штаты и Великобритания использовали резолюцию 1441 как предлог для захвата Ирака. Вторжение США и их союзников в 2003 году вынудило партию Баас и Саддама Хусейна уйти в подполье. Позднее в том же году Саддам Хусейн был схвачен и казнён в 2006 году.

## Политическая система

### Система государственного управления

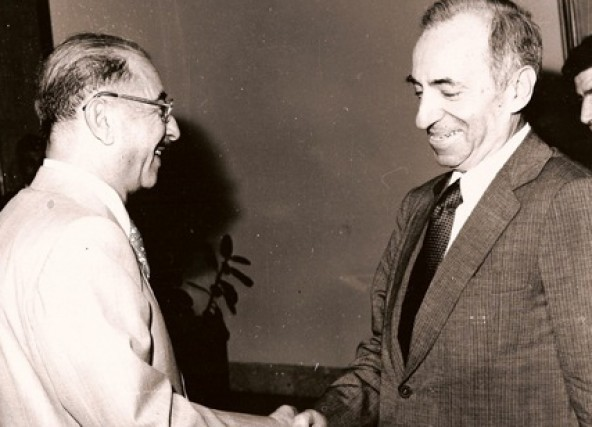
Ахмед Хасан аль-Бакр (слева), региональный секретарь иракской партии Баас, пожимает руку Мишелю Афляку, главному основателю баасистской идеологии, в 1968 году.

Иракская конституция 1970 года гласила, что Ирак находится в переходной фазе развития; в идеологии баасистов переходная стадия – это время, когда арабский народ объединяется для создания единой арабской нации. Конец переходной эпохи ознаменовался бы принятием постоянной конституции; конституция 1970 года была лишь временной. Партия Баас доминировала во всех правительственных учреждениях, а высшим органом, принимающим решения в стране, был «Совет революционного командования» (СРК). СРК контролировался партией Баас; члены СРК должны были быть членами регионального командования партии Баас. Саддам Хусейн, будучи Президентом Ирака, был также председателем СРК и генеральным секретарём регионального (и национального) командования партии Баас. Все решения в рамках СРК должны приниматься путём голосования; предложение могло быть принято только в том случае, если за него проголосовали две трети членов СРК. По приказу СРК был создан Совет министров для выполнения представленных ему распоряжений СРК. Существовало Национальное собрание, которое было (теоретически) демократически избранным органом; проблема заключалась в том, что СРК обладал полномочиями решать, насколько большой (или малой) властью должно обладать Национальное собрание.
Конституция 1970 года провозгласила баасистский Ирак «суверенной народно-демократической республикой», нацелённой полномочиями на создание баасистского социалистического общества. Хотя государство официально было светским, ислам был провозглашён государственной религией (хотя свобода вероисповедания допускалась). Природные ресурсы и основные средства производства были определены как принадлежащие иракскому народу. Иракское правительство отвечало за руководство и планирование национальной экономики. Если председатель СРК умирал или был недееспособен, первым в очереди для замены был заместитель председателя СРК. При правлении баасистов было только два заместителя председателя СРК: Саддам (1968–1979 годы) и Иззат Ибрагим ад-Дури (1979–2003 годы).

#### Партия Баас

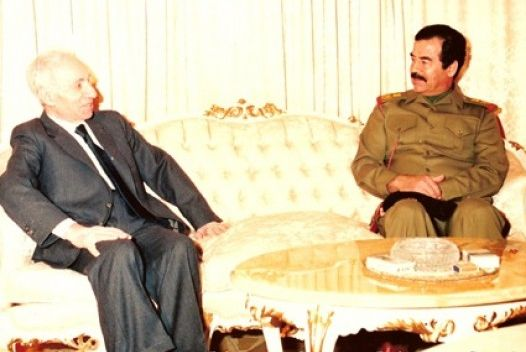
Саддам Хусейн (справа) беседует с основателем баасизма и лидером партии Баас Мишелем Афлаком в 1988 году

Ирак, находившийся под властью возглавляемой Ираком Арабской социалистической партии БААС, был государством с однопартийной системой управления. Региональное командование (РК, руководящий орган Иракского регионального отделения партии Баас) было высшим директивным органом партии; члены Регионального командования избирались на пятилетний срок на региональном съезде партии. Региональный секретарь (обычно называемый Генеральным секретарём) был главой Регионального командования, председательствовал на его заседаниях и был лидером Регионального отделения партии Баас в Ираке. Теоретически члены Регионального командования были ответственны перед партийным съездом, но на практике они контролировали съезд, и руководство часто заранее решало результаты. Национальное командование партии теоретически было высшим органом, принимающим решения. Оно отвечало за координацию панарабского движения Баас. Все члены Национального командования происходили из своего отдельного «регионального отделения» (каждой отдельной арабской страны, где была эта партия); например, всегда был член, который представлял Иорданское региональное отделение партии Баас. Из-за раскола партии Баас в 1966 году на иракскую и сирийскую ветви, Национальное командование никогда не контролировало всё движение Баас; существовало Национальное командование со штаб-квартирой в Сирии, которое командовало своим движением Баас. Другой проблемой был тот факт, что Национальные командования в Ираке и Сирии находились под контролем соответствующих региональных командований страны.

#### Национальный прогрессивный фронт
Национальный прогрессивный фронт (НПФ) был народным фронтом, возглавляемым Иракской партией Баас, созданной 17 июля 1973 года (пятая годовщина революции 17 июля). Устав НПФ был подписан Ахмедом Хасаном аль-Бакром (представляющим Баасистскую партию) и Азисом Мухаммедом (первым секретарём Коммунистической партии Ирака или ИКП). В баасистской газете «Аль-Тавра» хартию приветствовали как успех революции. ИКП была самой заметной партией, вступившей в неё; однако она покинула НПФ в марте 1979 года. Будучи официально независимой организацией (и единственным политическим форумом, не относящимся к баасистам), руководство НПФ полностью состояло из членов-баасистов или их лоялистов. Цель организации состояла в том, чтобы обеспечить баасистскому режиму видимость народной поддержки. На протяжении всего существования НПФ Наим Хаддад был его генеральным секретарём.